# Walter Gebhardt (Fußballspieler)
Walter Gebhardt (* 10. November 1945) ist ein ehemaliger österreichischer Fußballspieler und Fußballtrainer. 

## Vereinskarriere
Die sportliche Karriere von Walter Gebhardt begann in der drittklassigen Wiener Liga als Stürmer beim SK Straßenbahn, wo er schon mit 16 Jahren Kapitän der Kampfmannschaft wurde. Bei einem Spiel der Bundesheerauswahl, wo er als Verteidiger eingesetzt wurde, fiel er dem beobachtenden Betreuerduo Robert Körner und Franz Binder vom SK Rapid Wien auf. Kurz darauf wechselte er 1965 zu den Grün-Weißen, wo er den langjährigen Stammspieler Paul Halla auf der Rechtsverteidigerposition ersetzte. Seine erste Saison in Hütteldorf endete mit dem Vizemeistertitel und einer Niederlage im Cupfinale, doch in den beiden folgenden Jahren setzten sich die Rapidler mit der Abwehrreihe aus Gebhardt, Walter Glechner und Erich Fak in der Meisterschaft durch. 1968 und 1969 gab es auch zwei Erfolge im ÖFB-Cup.
Nach sechs Saisonen als Stammspieler bei Rapid nahm Gebhardt 1971 ein Angebot des Linzer ASK an, wo er in den nächsten Jahren meist im Tabellenmittelfeld spielte. Als die Linzer 1978 abstiegen, verließ er den Verein und beendete seine Erstligakarriere. Nach einem kurzen Abstecher nach Südafrika übernahm er die Position des Spielertrainers beim Zweitliganeuling USK Anif, konnte den sofortigen Wiederabstieg der Salzburger jedoch nicht verhindern. Später war er auch als Spielertrainer in Amstetten tätig.

## Nationalmannschaft
Sein Debüt in der Nationalmannschaft gab Gebhardt unter Teamchef Eduard Frühwirth bei einem 1:0-Sieg gegen Irland im Mai 1966. In den folgenden drei Jahren war er Stammspieler in der Defensive der Österreicher, wo er häufig an der Seite seines Vereinskollegen Walter Glechner spielte. Bei der in diesen Zeitraum fallenden Qualifikation für die Europameisterschaft 1968 musste man sich der Sowjetunion geschlagen geben. Sein 17. und letztes Spiel in der Nationaldress bestritt Gebhardt im September 1969 bei einem 1:1 gegen Deutschland.

## Trainerkarriere
Nachdem er schon am Ende seiner aktiven Karriere erste Erfahrungen als Trainer machte, kehrte Gebhardt 1985 zu Rapid zurück, wo er Co-Trainer unter Vladimir Marković wurde und diese Funktion dann auch unter dessen Nachfolger Otto Barić ausübte. Anfang 1988 nahm er ein Angebot des ÖFB an und wurde Co-Trainer von Teamchef Josef Hickersberger und gleichzeitig verantwortlicher Trainer der U-21 Nationalmannschaft.

## Erfolge
- 2× Österreichischer Meister: 1967, 1968
- 2× ÖFB-Cup: 1968, 1969
- 17 Spiele für die österreichische Nationalmannschaft

| Personendaten    | Personendaten                                |
| ---------------- | -------------------------------------------- |
| NAME             | Gebhardt, Walter                             |
| KURZBESCHREIBUNG | österreichischer Fußballspieler und -trainer |
| GEBURTSDATUM     | 10. November 1945                            |